# Henryk Kłoczkowski
Henryk Kłoczkowski (* 26. Oktober 1902 in Sankt Petersburg; † 1. Oktober 1962) war ein polnischer Marineoffizier im Zweiten Weltkrieg. Er war einer der ersten polnischen U-Boot-Kommandanten und befehligte die ORP Żbik und die ORP Orzeł.

## Biografie
Henryk Kłoczkowski wurde 1902 in Sankt Petersburg in einer polnischen Familie geboren. Er war ein Neffe des russischen Marineoffiziers und späteren Konteradmirals der polnischen Marine Wacław Kłoczkowski (* 1873; † 1930). Im Polnisch-Sowjetischen Krieg kämpfte Kłoczkowski, der im Ersten Weltkrieg in St. Petersburg als Seekadett eine Ausbildung begonnen hatte, ab 1920 in der polnischen Flussmarine auf dem Dnepr. Nach dem Krieg beendete er seine Ausbildung und wurde Offizier der polnischen Marine.
Seine ersten Erfahrungen auf U-Booten sammelte er Anfang der 1930er Jahre auf ORP Wilk. Zwischen 1932 und 1938 kommandierte er ORP Żbik.
Im Jahr 1939 galt er als der erfahrenste U-Boot-Kommandant der polnischen Marine und erhielt das Kommando über die neueste und modernste Einheit ORP Orzeł. Er nahm viele der Besatzungsmitglieder der ORP Żbik mit auf das neue Boot. Er war bei der Besatzung, die ihm den Spitznamen Kłocz gab, sehr beliebt.
Bei Kriegsbeginn am 1. September 1939 lief er mit seinem U-Boot aus. Während der ersten Tage des Einsatzes kam es schnell zu Konflikten mit dem auf U-Booten unerfahrenen Ersten Offizier Jan Grudziński, den Kłoczkowski von Anfang nicht mochte. Mehrmals unterließ Kłoczkowski Angriffe auf feindliche Einheiten und verstieß offen gegen Befehle der Basis in Hel. Zu guter Letzt meldete er sich krank, weshalb das U-Boot in den neutralen Hafen von Reval lief, um ihn und ein weiteres erkranktes Besatzungsmitglied an Land zu setzen. Das Boot wurde zwar interniert, konnte aber unter dem Kommando des Ersten Offiziers nach Großbritannien entkommen.
Kłoczkowski verblieb nur drei Tage im Krankenhaus in Reval. Bis November war er in estnischer Haft und ging nach seiner Entlassung nach Tartu, wohin ihm seine Familie folgte. Er überstand die sowjetische Besetzung Estlands unbeschadet. Im Dezember 1941 wurde er von polnischen Agenten aufgespürt. Es ist nicht geklärt, wie er danach nach Großbritannien kam. Entweder ging er aus freien Stücken oder die Exilarmee des Generals Władysław Anders hat ihn mit sowjetischer Hilfe gezwungen.
In Großbritannien wurde er vor ein Kriegsgericht gestellt. Grundlage der Anklage waren schriftliche Berichte der inzwischen fast komplett gefallenen Besatzung der ORP Orzeł, die ihm offen Verrat unterstellten. Ihm wurden u. a. Vortäuschung einer Krankheit und Befehlsverweigerung vorgeworfen. Kłoczkowski wurde zu vier Jahren Haft verurteilt, aus der Marine ausgeschlossen und verlor seinen Rang.
Er wurde 1943 vorzeitig entlassen und ging in die USA, wo er Kommandos von Handelsschiffen erhielt.
Nach Kriegsende wanderte er nach Kanada aus.

## Karriere
- 1924 podporucznik marynarki (vergleichbar mit Leutnant zur See)
- 1924 porucznik marynarki (vergleichbar mit Oberleutnant zur See)
- 1932 kapitan marynarki (ebenfalls vergleichbar mit Oberleutnant zur See)
- 1936 komandor podporucznik (vergleichbar mit Kapitänleutnant)
- 1942 Unehrenhafte Entlassung

| Personendaten    | Personendaten                                   |
| ---------------- | ----------------------------------------------- |
| NAME             | Kłoczkowski, Henryk                             |
| ALTERNATIVNAMEN  | Kłocz (Spitzname)                               |
| KURZBESCHREIBUNG | polnischer Marineoffizier und U-Boot-Kommandant |
| GEBURTSDATUM     | 26. Oktober 1902                                |
| GEBURTSORT       | Sankt Petersburg, Russisches Kaiserreich        |
| STERBEDATUM      | 1. Oktober 1962                                 |